# Музей просто неба Едо-Токіо
Музей просто неба Едо-Токіо (яп. 江戸東京たてもの園, Edo Tōkyō Tatemono En, букв. "Сад будівель Едо Токіо") у парку Коганей, Токіо, Японія, — музей історичних будівель Японії.

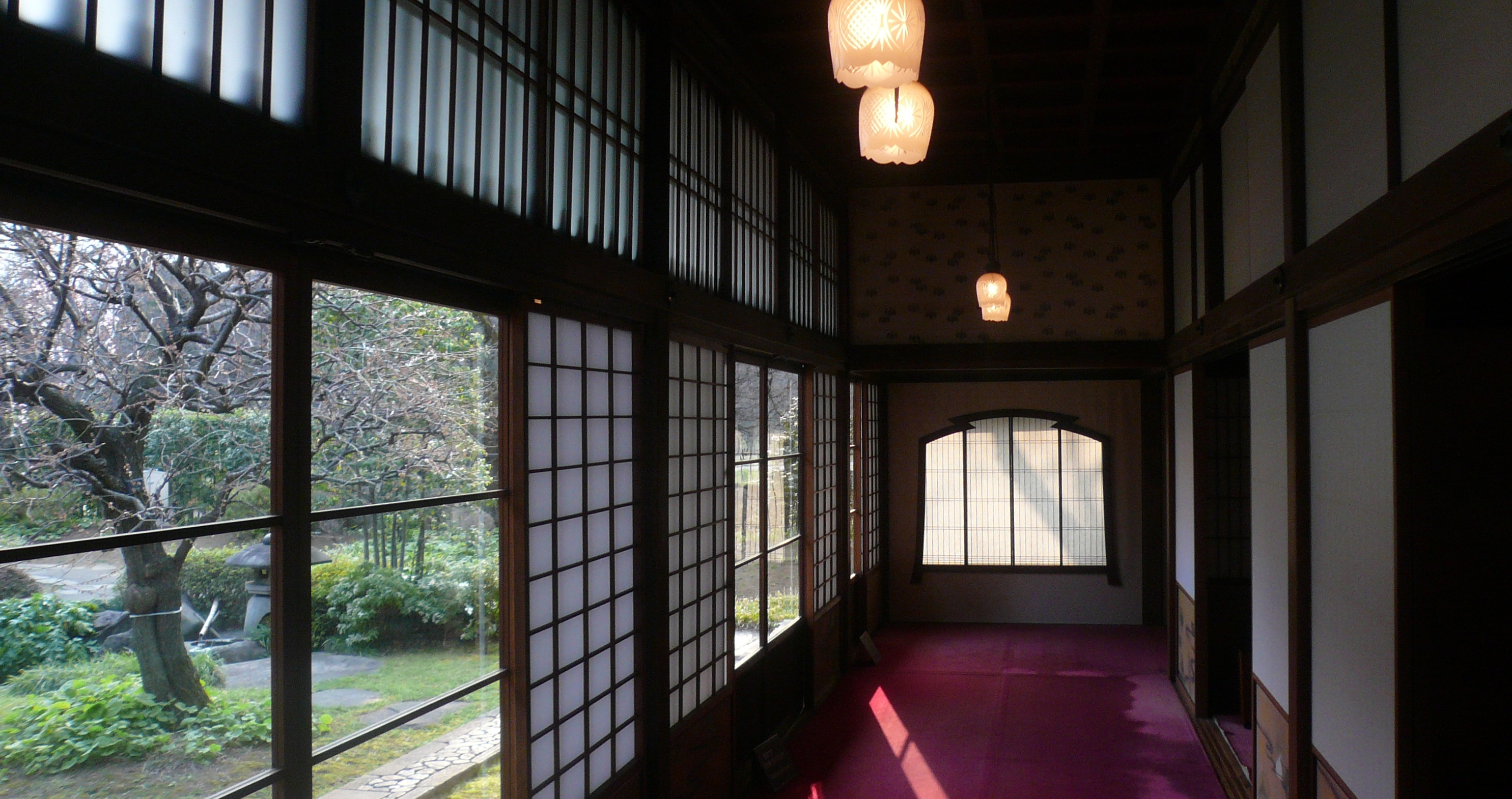
Всередині будинку Такахасі Корекійо, однієї з багатьох будівель музею.

У парку розміщено багать будівель — від будинків японців середнього класу, до будівель багатіїв та владної еліти. Наприклад, будинок колишнього прем'єр-міністра Японії Такахасі Корекійо.
У музеї відвідувачі мають змогу зайти та роздивитися будівлі різного призначення, стилю, періоду, від будівель вищого класу до передвоєнних магазинів, публічних купалень (sentō) та будівель західного стилю періоду Мейдзі, які зазвичай були б недоступні для відвідування туристам або іншим простим відвідувачам, або ті, які не характерні для Токіо.
Відомий мультиплікатор Міядзакі Хаяо для натхнення часто відвідував парк під час створення свого анімаційного фільму «Сен і Тіхіро у полоні духів».